# O. E. Hailey
Oscar E. „O. E.“ Hailey (* 10. Dezember 1870 in Illinois; † 5. Juli 1958 in Weiser, Idaho) war ein US-amerikanischer Politiker. Zwischen 1927 und 1931 war er zwei Mal Vizegouverneur des Bundesstaates Idaho.

## Werdegang
Über die Jugend und Schulausbildung von O. E. Hailey ist nichts überliefert. Im Jahr 1889 kam er nach Oaksdale im Staat Washington, wo er eine Farm bewirtschaftete und eine Maschinenbetrieb leitete. Seit 1905 war er Miteigentümer einer Eisenwarenfirma. Politisch schloss er sich der Republikanischen Partei an. Zwischen 1901 und 1903 gehörte er dem Senat von Washington an. Später zog er nach Idaho, wo er seine politische Laufbahn fortsetzte. Zwischen 1919 und 1926 saß er auch im dortigen Staatssenat.
1926 wurde Hailey an der Seite von H. C. Baldridge zum Vizegouverneur von Idaho gewählt. Dieses Amt bekleidete er zwischen dem 3. Januar 1927 und dem 7. Januar 1929. Im Jahr 1928 wurde er von seiner Partei durch W. B. Kinne ersetzt, der nach seiner Wahl am 7. Januar 1929 den Posten des Vizegouverneurs bis zu seinem Tod ausübte. Anschließend wurde in einer Sonderwahl erneut Hailey in dieses Amt gewählt, das er am 25. Oktober 1929 wieder übernahm und bis zum 5. Januar 1931 bekleidete. Als Vizegouverneur war er Stellvertreter des Gouverneurs und Vorsitzender des Staatssenats. Nach dem Ende seiner Zeit als Vizegouverneur ist er politisch nicht mehr in Erscheinung getreten. O. E. Hailey starb am 5. Juli 1958 in Weiser.